# 철학자 목록
다음은 철학자 목록이다.

## 일반
- 여성 철학자 목록

## 핵심 분야별 철학자 목록
- 미학자 목록
- 인식론학자 목록
- 윤리학자 목록
- 논리학자 목록
- 형이상학자 목록
- 사회정치철학자 목록
  - 정치철학자 목록
  - 정치이론가 목록

## 이름순 철학자 목록
- 철학자 목록 (A–C)
- 철학자 목록 (D–H)
- 철학자 목록 (I–Q)
- 철학자 목록 (R–Z)

## 분야별 철학자 목록
- 언어철학자 목록
- 심리철학자 목록
- 종교철학자 목록
- 과학철학자 목록
- 교육철학자 목록
- 페미니스트 철학자 목록

## 주요 철학적 전통에 따른 철학자 목록
- 분석철학자 목록
- 기독교 철학자 목록
- 대륙철학자 목록
  - 실존주의자 목록
  - 현상학자 목록
  - 비평이론가 목록
- 동양 철학자 목록
- 저명한 마르크스주의자 이론가 목록
- 아나키스트 이론가 목록

## 철학 이론에 따른 철학자 목록
- 무신론자 철학자 목록
- 고대 플라톤 철학자 목록
- 냉소가 철학자 목록
- 환경철학자 목록
- 쾌락주의 철학자 목록
- 인문주의자 목록
- 실용주의자 목록
- 이성주의자 목록
- 스콜라 철학자 목록
- 스토아 학파 철학자 목록
- 공리주의자 목록

## 시대별 철학자 목록
- 고대 철학자 목록
  - 기원전에 태어난 철학자 목록
  - 1~10세기에 태어난 철학자 목록
- 중세 철학자 목록
  - 11~14세기에 태어난 철학자 목록
  - 15~16세기에 태어난 철학자 목록
- 현대의 철학자 목록
  - 17세기에 태어난 철학자 목록
  - 18세기에 태어난 철학자 목록
  - 19세기에 태어난 철학자 목록
- 동시대의 철학자 목록
  - 20세기에 태어난 철학자 목록

## 나라별 철학자 목록
- 노르웨이의 철학자 목록
- 한국의 철학자 목록
- 중국의 철학자 목록
- 러시아의 철학자 목록

## 연표
- 동양 철학자 연표
- 철학자 연표
- 서양 철학자 연표